# Приданцев, Анатолий Григорьевич
Анатолий Григорьевич Приданцев — советский хозяйственный и государственный деятель, лауреат Государственной премии СССР за выдающиеся достижения в труде.

## Биография
Родился в 1936 году в Безенчукском районе. Член КПСС.
В 1951—1955 — машинист роторного экскаватора в СМУ в Безенчуке.
В 1955—1959 — военнослужащий Советского флота.
В 1959—1979 — машинист экскаватора Новокуйбышевского СМУ-5 треста «Союзпроводмеханизация».
В 1979—2000 — машинист экскаватора треста «Куйбышевтрубопроводстрой»/ ОАО «СНП Нова»
В 2000—2010 — машинист экскаватора ОАО «Трубоизоляция».
За большой личный вклад в дело увеличения добычи нефти и газа был в составе коллектива удостоен Государственной премии СССР за выдающиеся достижения в труде 1982 года.
Живёт в Самаре.

## Награды
- Орден Дружбы народов
- Орден Трудовой Славы III степени